# René Claude Cressonnier
René Claude Cressonnier est un homme politique français né le 21 décembre 1765 à Auneuil (Oise) et décédé le 7 janvier 1841 dans la même commune.

## Biographie
René Claude Cressonnier naît le 21 décembre 1765 à Auneuil, en Picardie. Il est le fils d'un laboureur, René Claude Cressonnier, et de son épouse, Marie-Anne Mabon. 
Juge de paix du canton d'Auneuil entre 1802 et 1838, René Claude Cressonnier est député de l'Oise pendant les Cent-Jours, en 1815. 
Il meurt le 7 janvier 1841 à Auneuil.

## Sources
- « René Claude Cressonnier », dans Adolphe Robert et Gaston Cougny, Dictionnaire des parlementaires français, Edgar Bourloton, 1889-1891 [détail de l’édition]
- Jean-Claude Farcy, Rosine Fry, Annuaire rétrospectif de la magistrature XIXe – XXe siècles, Centre Georges Chevrier (Université de Bourgogne/CNRS), 2010.